# Microcylloepus similis
Microcylloepus similis är en skalbaggsart som beskrevs av Horn. Microcylloepus similis ingår i släktet Microcylloepus och familjen bäckbaggar. Inga underarter finns listade i Catalogue of Life.